# 1953 في سويسرا
فيما يلي قوائم الأحداث التي وقعت خلال عام 1953 في سويسرا.

## رياضة
- 1 يناير – بطولة العالم للدراجات على المضمار 1953
- 23 أغسطس – جائزة سويسرا الكبرى 1953 الفائز البرتو اسكاري.

## مواليد

### يناير
- 1 يناير – أوسكار راوش لاعب كرة قدم سويسري.
- 1 يناير – انطوان باسلر ممثل سويسري.
- 1 يناير – إدمون ليشو لاعب كرة قدم سويسري.
- 1 يناير – إرنست فريك لاعب كرة قدم سويسري.
- 1 يناير – فريتز فاغنر لاعب كرة قدم سويسري.
- 6 يناير – ميشال فروتشي متسابق دراجات نارية سويسري.

### مايو
- 3 مايو – هانز كانل دراج سويسري.
- 7 مايو – روبرت هنجر بوهلر ممثل سويسري.[1]
- 15 مايو – جاك كورنو متسابق دراجات نارية سويسري.

## وفيات

### يناير
- 13 يناير – بول نغيلي (مواليد 1888)[2]

### مارس
- 21 مارس – توني وولف (مواليد 1888) نفسانية سويسرية.[3]

### أغسطس
- 28 أغسطس – ألفريد ياك (مواليد 1911) لاعب كرة قدم سويسري.

### أكتوبر
- 22 أكتوبر – ألبرت ماير (مواليد 1870) سياسي سويسري.[4]

### ديسمبر
- 16 ديسمبر – والتر وايلد (مواليد 1872) لاعب كرة قدم إنجليزي.